# Håby
Håby är kyrkbyn i Håby socken och en småort i Munkedals kommun i Bohuslän.
Strax norr om Håby samhälle går Lysekilsbanan, en järnväg som förbinder Lysekil med Bohusbanan vid Smedberg, strax nordväst om Håby samhälle.
Ortnamnet (tidigast belagt 1391: Haugbya kirkia) innehåller fornvästnordiska haugr 'hög', åsyftande antingen en naturlig terrängförhöjning eller en gravhög, och by 'gård', 'by'.
I ortens centrum ligger Håby kyrka och här finns bussterminal, Håbyterminalen.

## Håby Köpcentrum Stora Blå
Stora Blå i Håby är ett köpcentrum under byggnad, som när det blir klart, kommer att vara 29 000 kvadratmeter stort.